# Menjamel regent
El menjamel regent (Anthochaera phrygia) és una espècie d'ocell pertanyent a la família Meliphagidae. Antany era ubicat al gènere Xanthomyza.

## Descripció
- Fa 20-24 cm de llargària total i té una envergadura alar de 30 cm.
- El mascle pesa 41-45,5 g i la femella 33-45.
- El cap, el coll, la gola, la part superior del pit i el bec són de color negre, mentre que la part posterior i inferior del pit són de color llimona pàl·lid amb un patró ondulat negre. Els exemplars immadurs són més marronosos. Les plomes de les ales i de la cua tenen les vores de color groc brillant. El voltant dels ulls és de color rosa fosc o crema.
- El mascle és més gran i fosc que la femella, mentre que els juvenils s'assemblen a les femelles però són més marronosos i tenen un bec més pàl·lid.
- El seu cant s'assembla al repic, suau i metàl·lic, d'una campana i se sent més quan no és l'època reproductiva.[4][5][6][7][8][9][10]

## Reproducció
Assoleix la maduresa sexual al cap d'1 any, moment en què la femella fa un niu obert en forma de copa a la capçada d'un eucaliptus amb l'ajut d'escorces, herbes, branques i llana, i hi pon de dos a tres ous que són covats per ella mateixa durant 14 dies. Els pollets són alimentats per ambdós progenitors, si fa no fa, 23 vegades per hora i deixen el niu al cap de 16 dies, tot i que continuen essent alimentats pels seus pares durant 3 o 4 setmanes més.

## Alimentació
Es nodreix de nèctar (Eucalyptus melliodora, Eucalyptus albens, Eucalyptus sideroxylon, etc.), insectes i aranyes (sobretot, en temporada de cria).

## Hàbitat
En general, viu als boscos d'eucaliptus i prefereix aquelles àrees de l'estatge basal més humides i fèrtils. També fa servir els boscos de ribera (Casuarina cunninghamiana) a Nova Gal·les del Sud (sobretot per a reproduir-se), els boscos humits de les terres baixes costaneres dominats per Eucalyptus robusta i Corymbia maculata, els horts i els jardins urbans.

## Distribució geogràfica
Temps enrere era comú als boscos de l'est d'Austràlia fins a Adelaida, especialment al llarg dels vessants interiors de les Serralades Australianes, però avui en dia ha desaparegut d'Austràlia Meridional i de l'oest de Victòria, i només cria al nord-est de Victòria i la costa central de Nova Gal·les del Sud.

## Longevitat
La seua esperança de vida en estat silvestre és de 10 anys.

## Costums
És una espècie gregària que forma estols.

## Estat de conservació
El 75% del seu hàbitat ha estat destruït pel desenvolupament agrícola i urbanístic, i el que en resta està essent degradat per la indústria de la fusta. A banda d'això, les seues altres principals amenaces són la competència de Manorina melanocephala (la qual està més adaptada als canvis esmentats abans), la no regeneració dels boscos de ribera, els arbres i els arbusts nadius a causa del sobrepasturatge, i la depredació d'ous i pollets per part d'altres aus. Actualment, només en queden 1.500 exemplars i el seu nombre continua minvant.